# میشل داوسیلیو
میشل داوسیلیو (انگلیسی: Michele D'Ausilio؛ زادهٔ ۳ سپتامبر ۱۹۹۹) بازیکن فوتبال اهل ایتالیا است.